# Qhapaq Qolla
Qhapaq Qolla (del quechua qhapaq: noble, principal, poderoso; y Qolla: un pueblo indígena), escrito también como Cápac Colla o como Qhapaq Qulla, es una danza popular del distrito cuzqueño de Paucartambo, en el Perú. Se realiza en festivales de la región del Cuzco, como en la Fiesta de la Mamacha Carmen de Paucartambo y durante el importante Quyllurrit'i, festividad religiosa que se desarrolla en las faldas del nevado Ausangate durante el solsticio de invierno.

## Ejecución y vestimenta
La danza se compone de varios personajes: el alcalde, la imilla, pareja del alcalde, y los collas. Los collas, alineados en dos filas y ubicados según su antigüedad en la comparsa, danzan junto a un llamero que arrea al ch’aska macho, una llama cargada de productos locales, y uno o más niños llamados chanako. El conjunto musical que les acompaña se compone de un violín, un acordeón, un bombo y varios intérpretes de quena.
Los collas, personajes varones y nacidos en Paucartambo, representan un ser mitológico, mitad humano y mitad llama, y a la vez al comerciante del Altiplano (de la región del Collasuyo) que iban al Cusco durante el Virreinato para intercambiar sus productos que traían desde Potosí. Su vestuario se compone de una montera rectangular decorada con lentejuelas, el waqollo (un pasamontañas o máscara blanca), la lliclla confeccionada de fina lana de vicuña y el qepi que contiene una pequeña vicuña disecada. El waqollo del alcalde se diferencia por llevar una cruz negra bordada sobre la frente. Por su parte, la imilla lleva el rostro cubierto por un velo negro. Las máscaras y pasamontañas utilizadas en esta danza han sido declaradas Patrimonio Cultural de la Nación por el Ministerio de Cultura.
Los collas realizan cánticos en quechua sobre su actividad comercial, las vicisitudes de su travesía y honrar a sus santos protectores.

## Galería

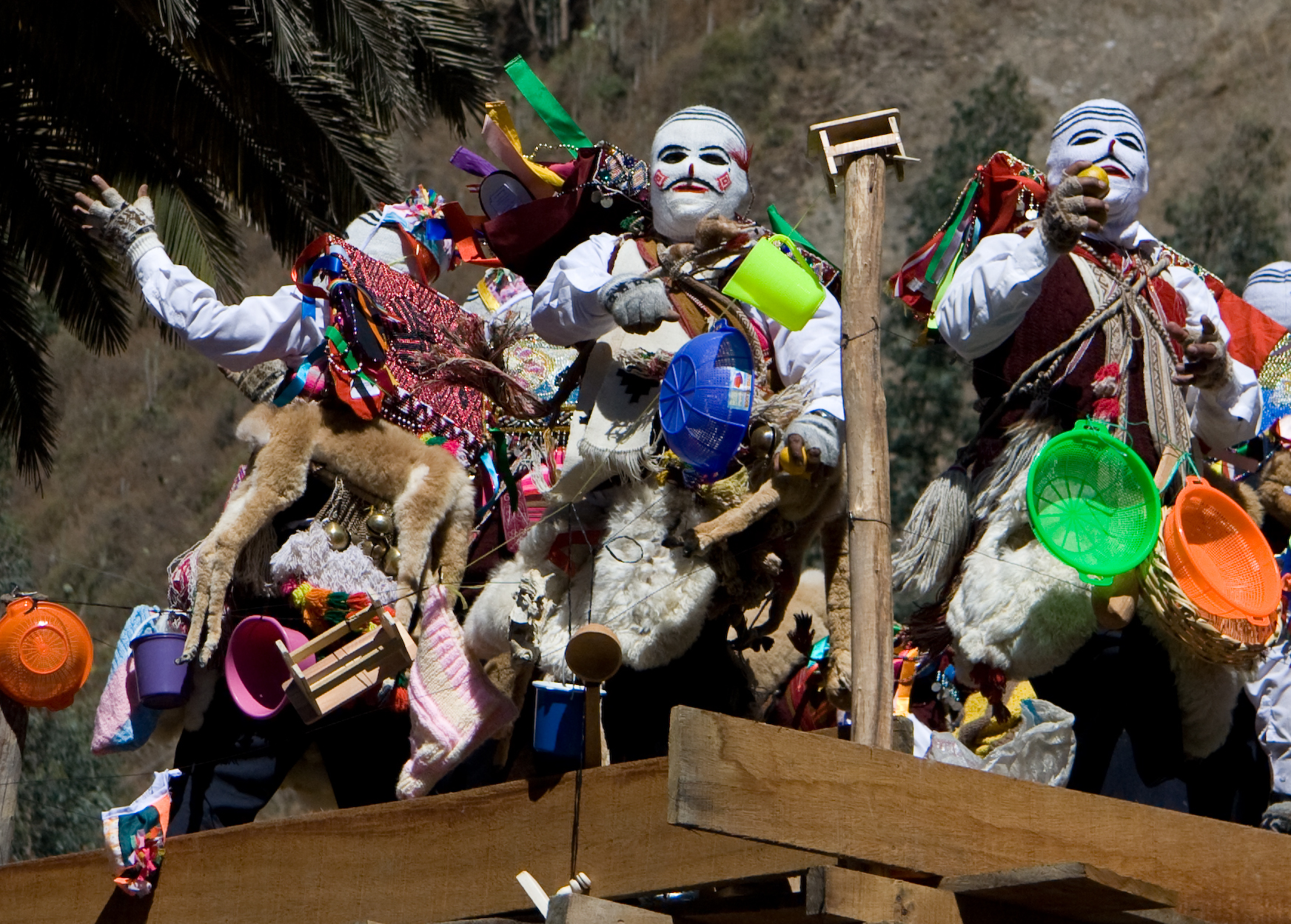
Danzantes de Qhapaq Qolla en los tejados de Paucartambo
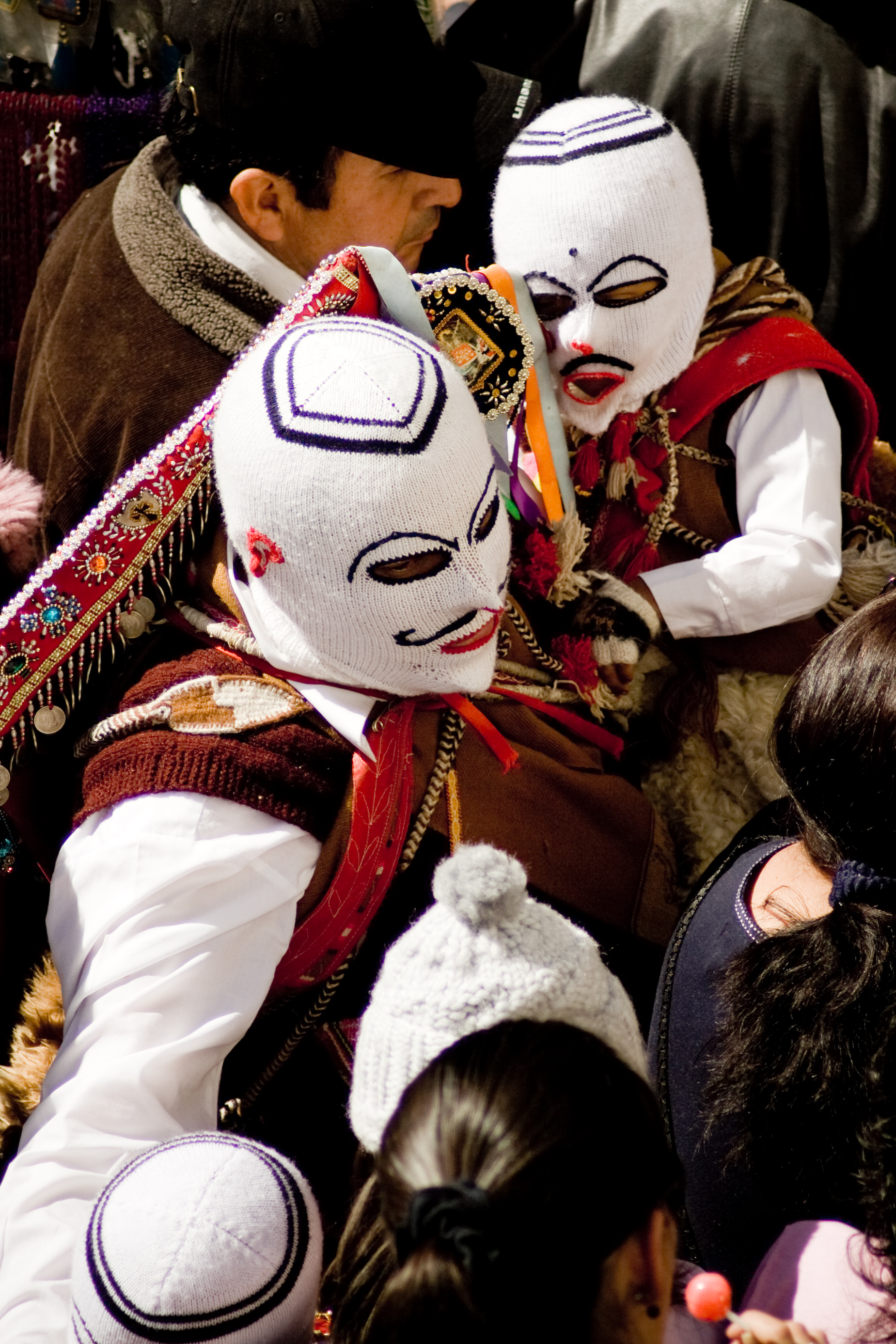
Un colla con su chanako
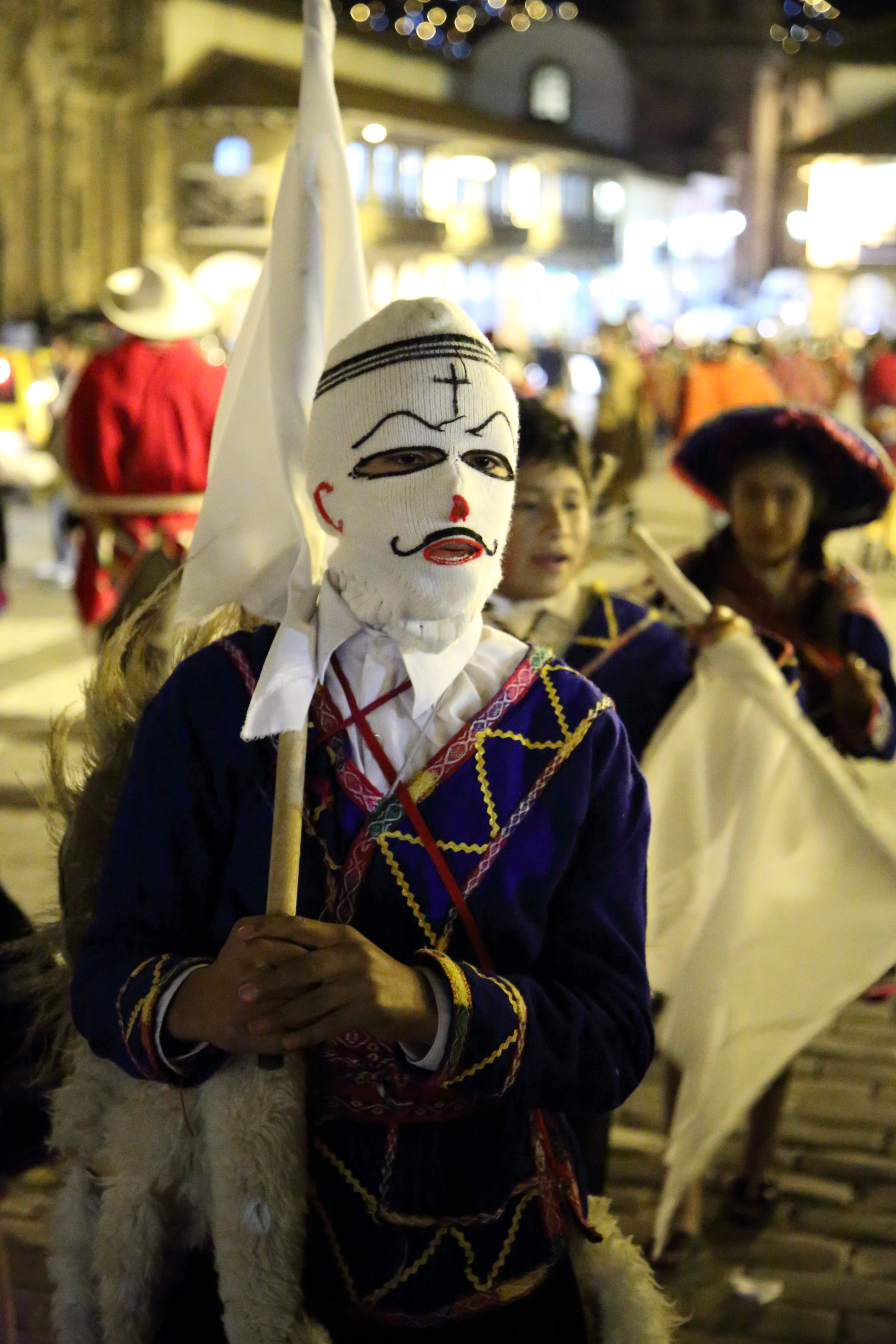
El alcalde (obsérvese la cruz bordada en la frente)
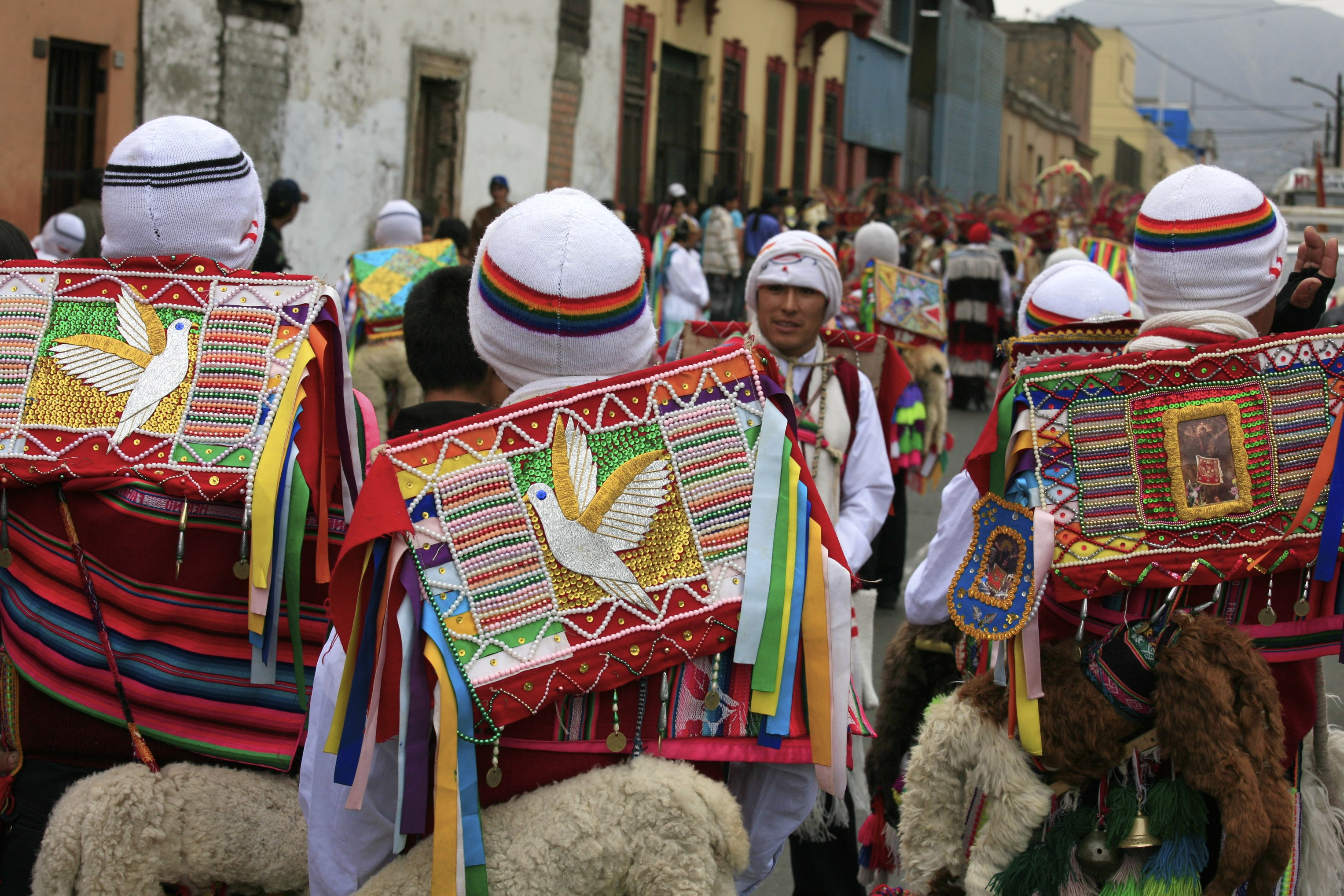
Detalle de la montera decorada con lentejuelas
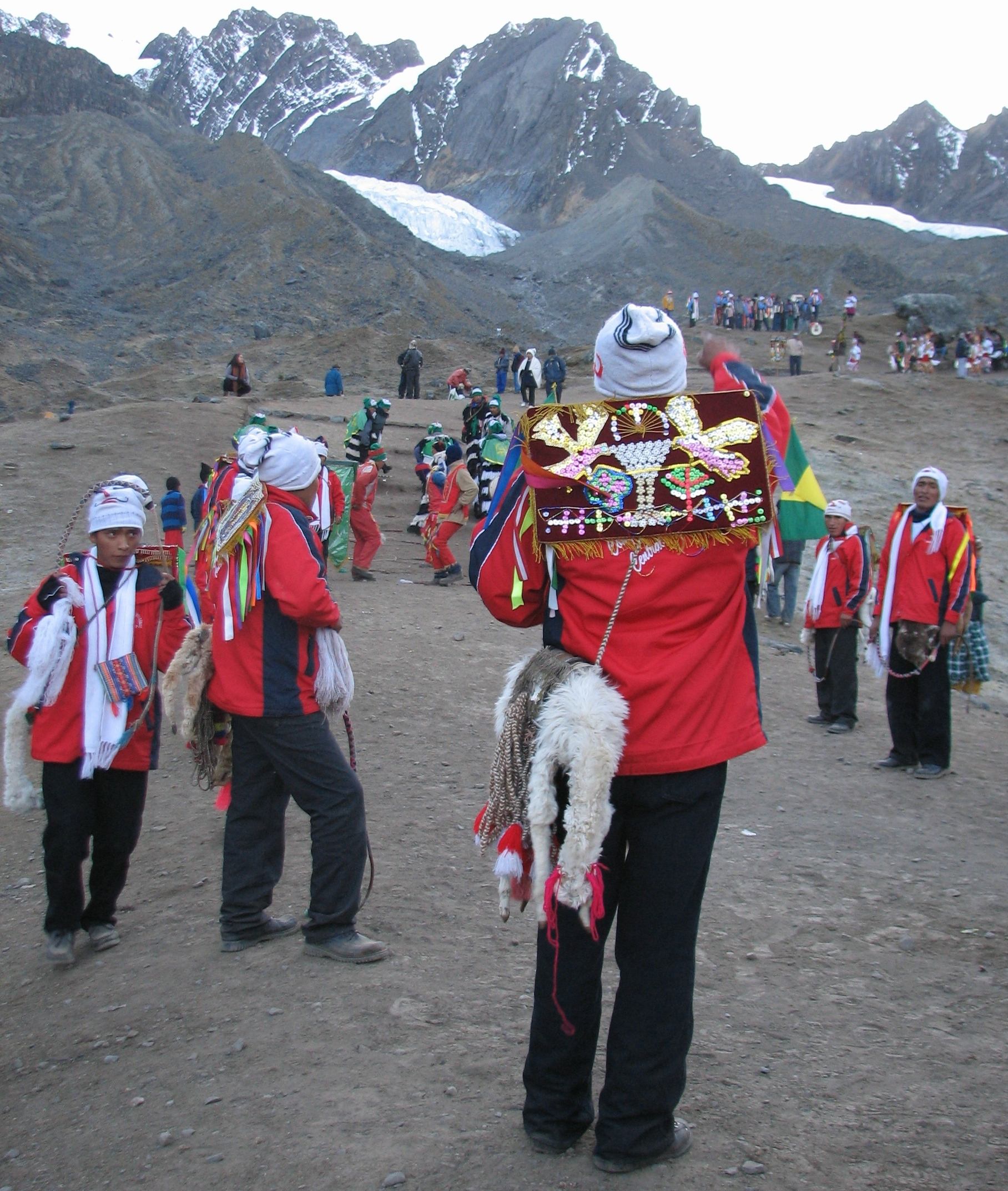
En el Quyllurit'i
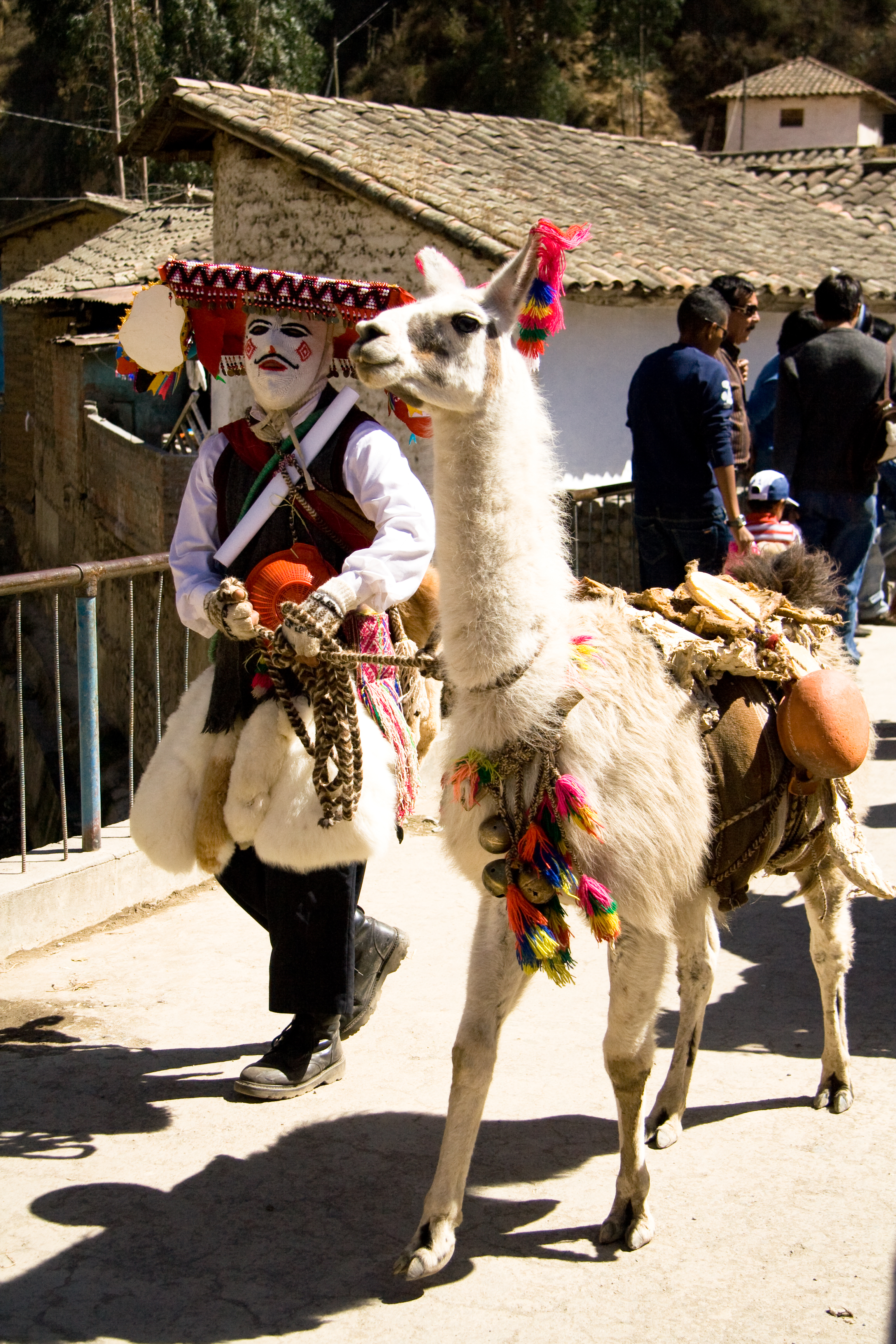
El llamero con el ch’aska macho